# Juan Carlos Rojas Guerra
Juan Carlos Rojas Guerra, noto semplicemente come Juan Rojas (Romita, 6 giugno 1984), è un ex calciatore messicano, di ruolo difensore.

## Carriera
Durante il match Pachuca-Monarcas Morelia del campionato 2010-2011 ha parato un calcio di rigore a Miguel Sabah dopo che la squadra avversaria si era guadagnata la massima punizione causata da un'uscita errata del portiere del Pachuca, espulso nell'occasione.

## Palmarès

### Club

#### Competizioni internazionali
- CONCACAF Champions League: 1

Pachuca: 2009-2010